# Liberty Clipper
Le Liberty Clipper est une goélette franche américaine à deux mâts, construite en 1983, réplique d'un baltimore clipper qui était un grand voilier assurant la liaison entre la côte Est et la côte Ouest des États-Unis, par le cap Horn au début du XIXe siècle,.

## Historique
Conçu par Charles Wittholz, le voilier est construit en 1983 au chantier naval de Blount marine Corp. à Warren à Rhode Island, où il a été baptisé Mystic Clipper.
Il est exploité par la Liberty Fleet of Tall Ships, comme navire de croisière durant l'été le long de la Nouvelle-Angleterre et l'hiver sur les côtes de Floride et des Bahamas,.

## Caractéristiques
Le Liberty Clipper est un deux-mâts à coque acier, gréé en goélette franche (deux phares auriques complets à flèches, sans hunier). Il mesure 38,1 m de long, 26,2 m de longueur de coque, 8,2 m de maitre-bau (plus grande largeur). Il possède un tirant d'eau de 2,4 m et 3,9 m lorsque la dérive mobile est abaissé. Le Liberty Clipper présente un tonnage de 145 GT et 99 NT.
Sa propulsion est assurée par un moteur auxiliaire Detroit 6-71 diesel et 8 voiles constituant 465 m2 de surface de voilure.
Le navire possède une capacité d’accueil de 26 personnes en croisière et de 125 personnes en sortie en mer à la journée stagiaires, encadrés entre 6 et 10 membres d'équipage. Son indicatif d'appel est le WDE9221 numéro MMSI est le 367414870, son port d'attache est Boston.

## Galerie d'images

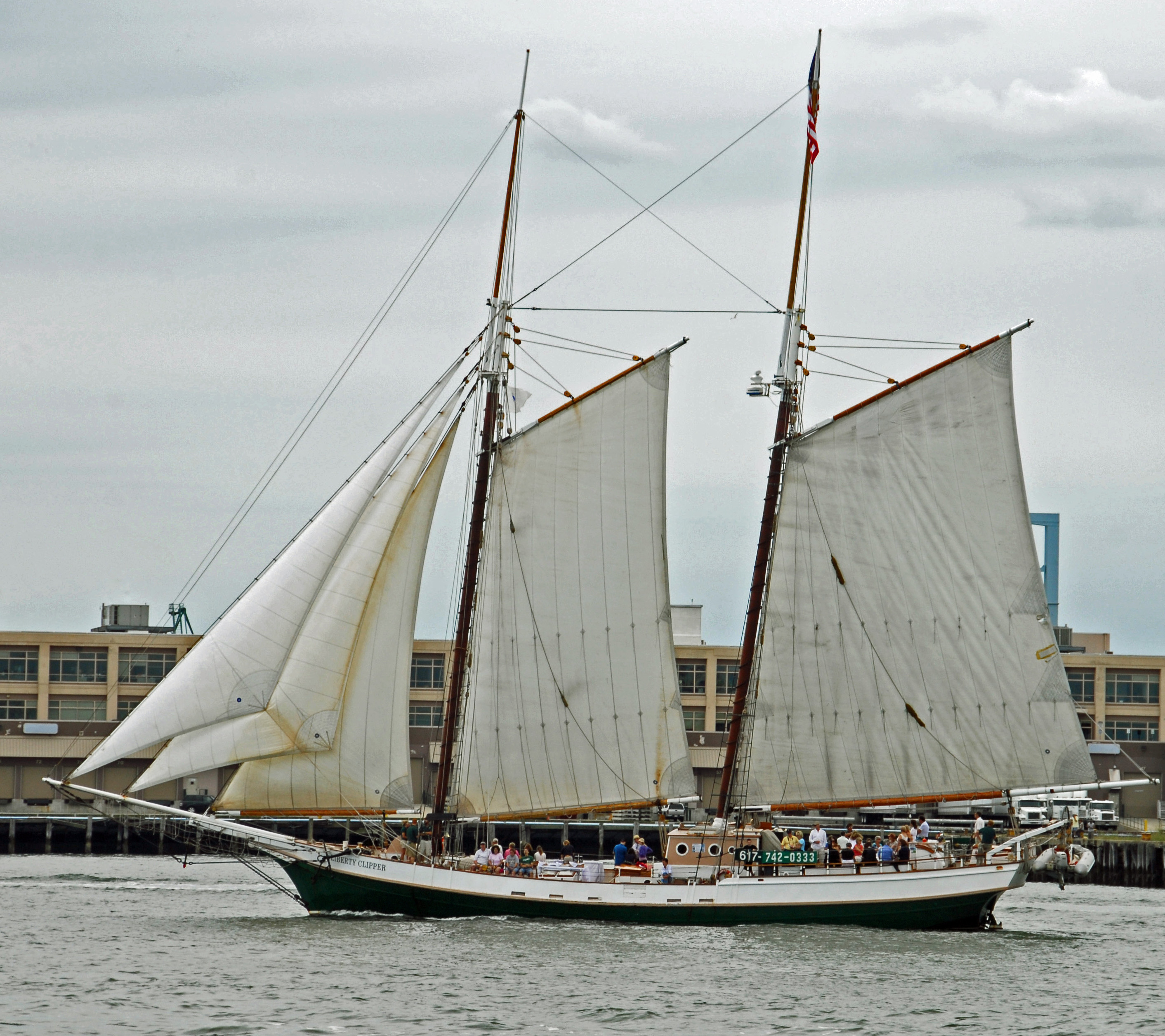
Le Liberty Clipper quittant Boston en 2009.
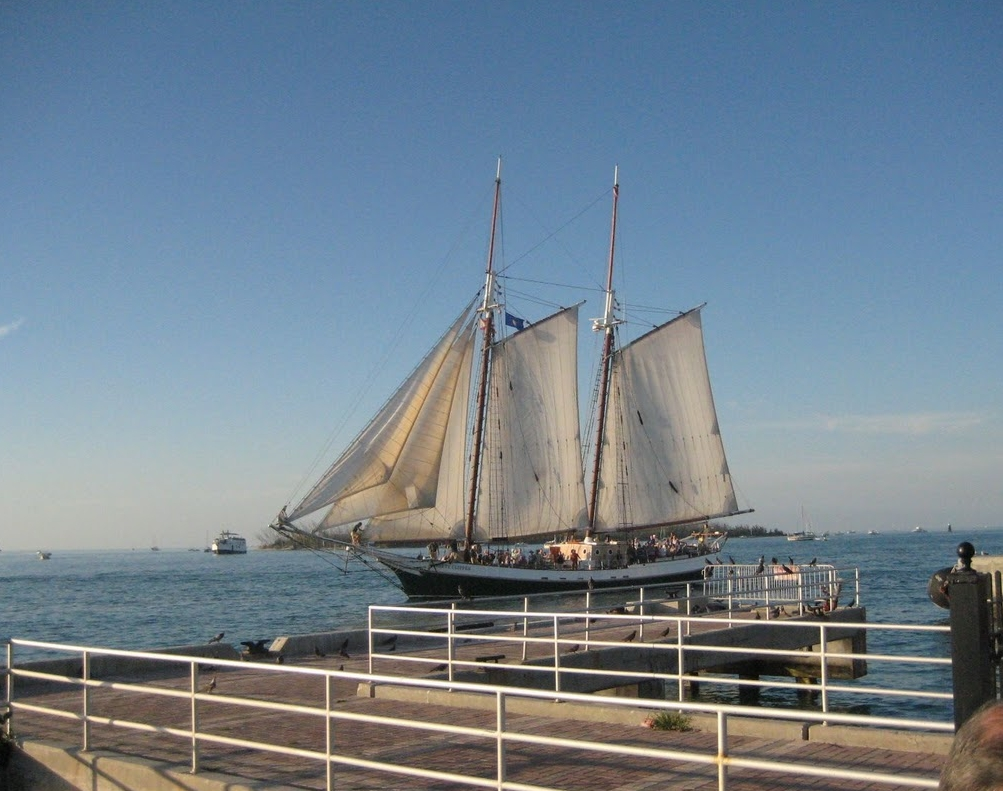
A Key West en Floride.
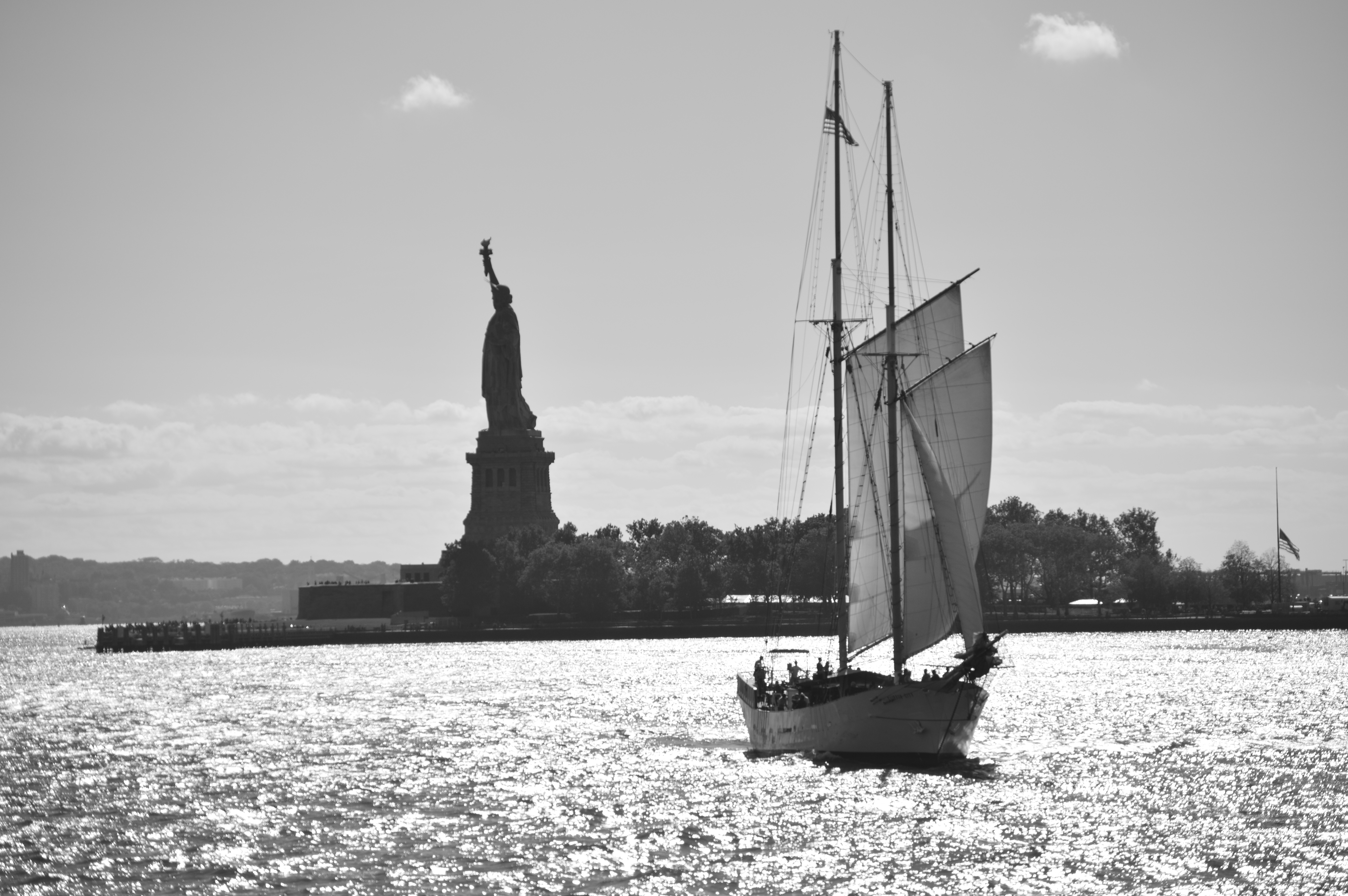
A New-York.
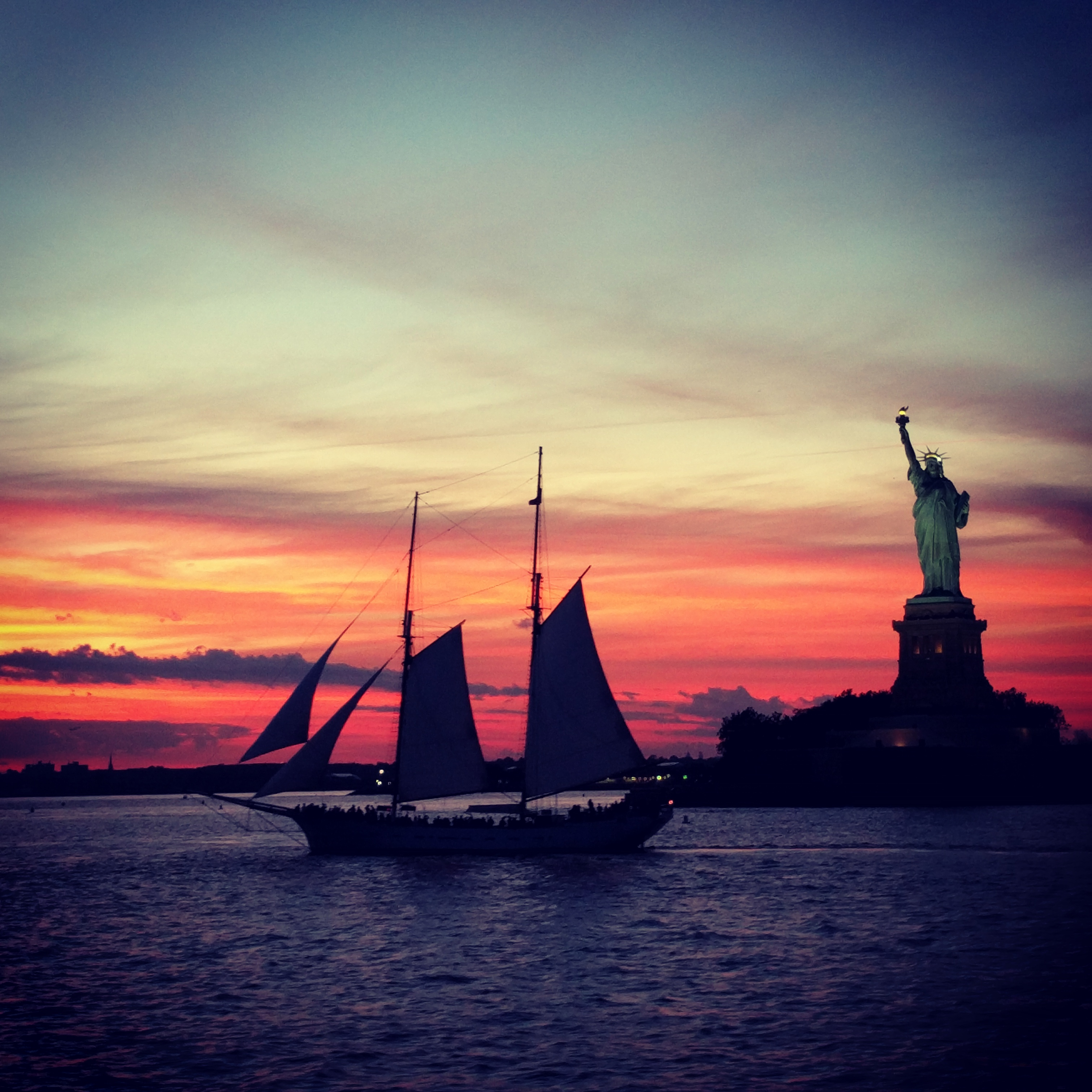
A New-York
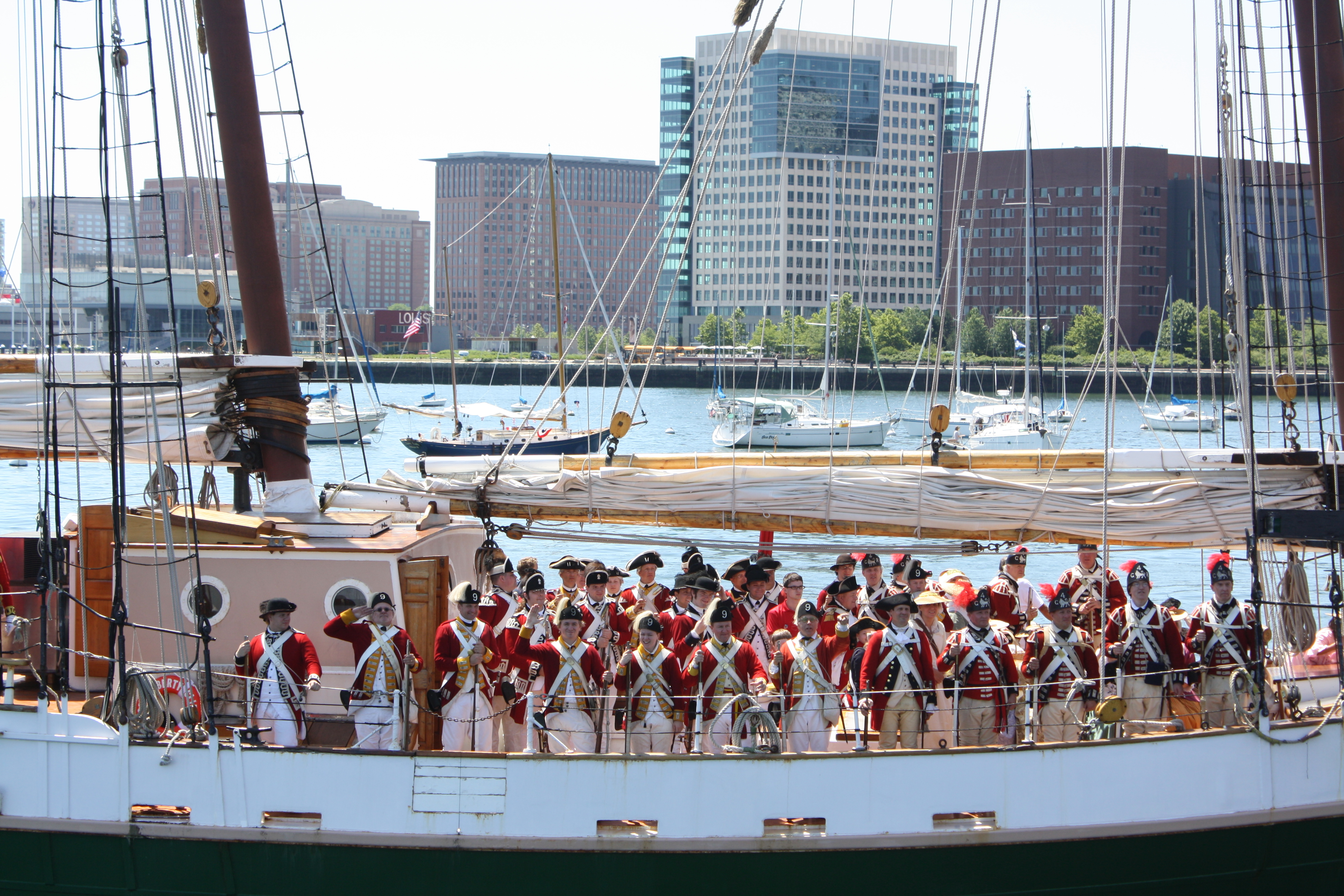
Fête nationale en 2010.
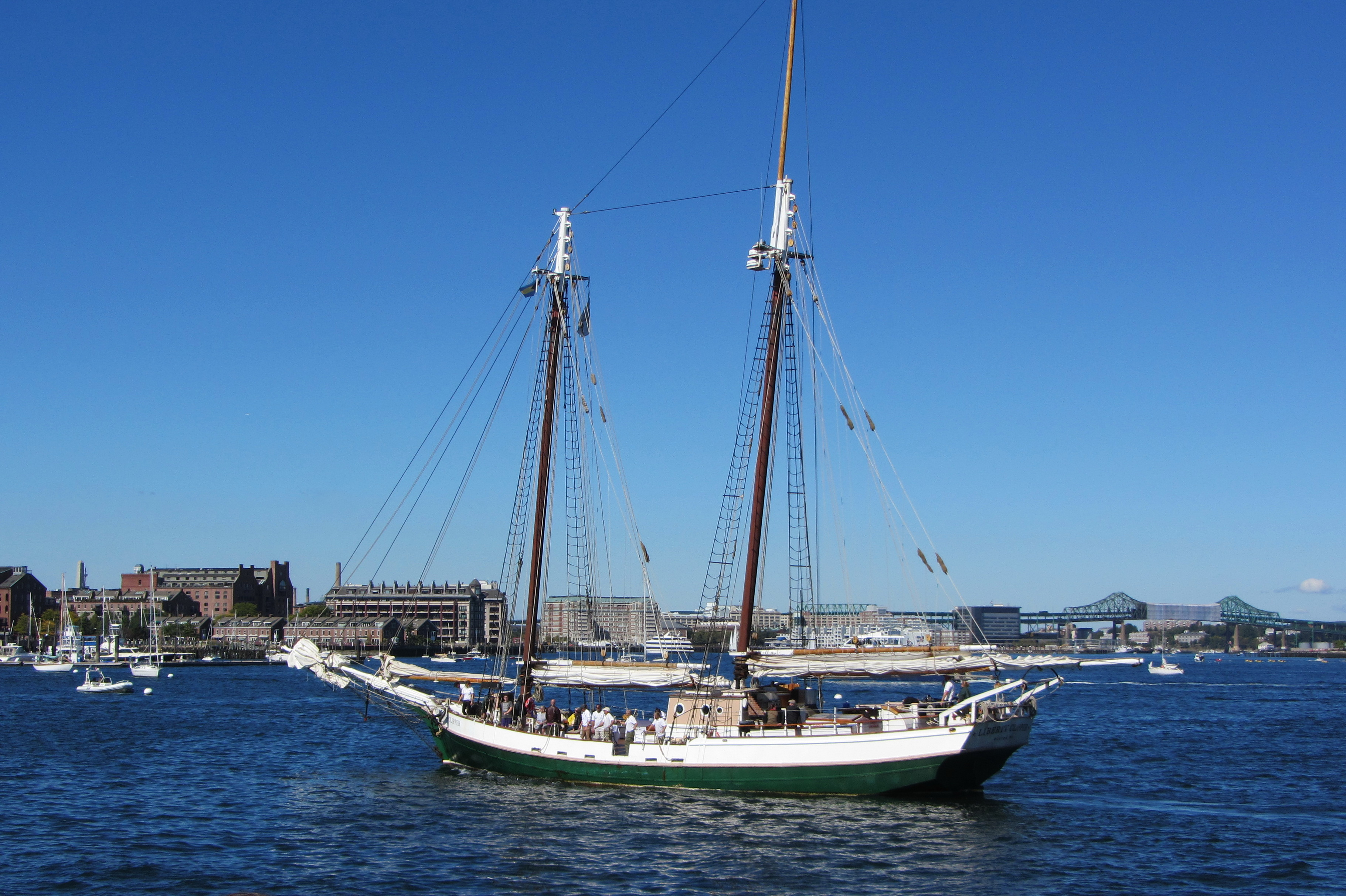
A Boston.